# Діхан (Ордабасинський район)
Діха́н (каз. Дихан) — село у складі Ордабасинського району Туркестанської області Казахстану. Входить до складу Женіського сільського округу.
До 2003 року село називалось Цілина.
Населення — 105 осіб (2021; 219 у 2009, 160 у 1999, 176 у 1989).